# Далай-Батыр
Далай-Батыр-тайши или Далай-Баатур-тайши (встречающиеся в литературе варианты написания имени: Богатырь Далай-тайша, Талай Янышев, Далай, Баатырь, Богатырь; ум. 1637) — главный дербетский тайши, крупный ойратский правитель.

## Биография
Происходил из рода Чорос, сын Абидай-Була-тайши, брат Хара-Хулы.
В конце XVI века тайши Далай-Батыр возглавил племенное объединение дербетов, которое перекочевало из Западной Монголии на территорию Южной и Западной Сибири.
Одним из первых вступил в дипломатические переговоры с Русским государством, расширявшим свои владения в Сибири. В июне 1607 года Далай-Батыр и ряд дербетских и торгутских тайшей отправили посла, тайшу Кугоная Турбеева, в Тарский острог, прося принять ойратов в русское подданство. Царское правительство взяло ойратов под своё покровительство, разрешило им кочевать вверх по Иртышу и у Соленых озер. Русские власти обязались защищать калмыков от нападений Алтын-ханов, казахов и ногайцев.
В сентябре 1607 года калмыцкие тайши Далай-Батыр, Кугонай Турбеев, Юрикты Конаев и Шевгей Урлюков прислали в Тару своих посланцев, заявив о своём желании вступить в русское подданство. Также тайши просили у царя защиты от Алтын-хана и Казахской орды, разрешения на кочевку вверх по Иртышу, у соленых озер и по Камышлову, а взамен обещали платить дань лошадьми, верблюдами и коровами. Тарский воевода отпустил послов в Москву, где в феврале 1608 года они были на приёме у царя Василия Ивановича Шуйского и получили согласие на принятие их в русское подданство. Правительство обещало выполнить все пожелания тайшей, Затем послов угощали и одаривали дорогими подарками. Пяти главным тайшам, в том числе и Далай-Батыру, были также отправлены ценные подарки.
Однако по возвращении послов в улусы ойратские тайши раздумали приносить шерть (присягу), так как обстановка к этому времени в степи изменилась в их пользу. В августе 1609 года царское правительство поручило тарскому воеводе отправить к Далаю, Хо-Урлюку и другим тайшам служилых людей и привести владетелей к шерти. Произошло несколько вооруженных столкновений между тайшами и русскими служилыми людьми.
В 1613 году в Таре вновь появились послы тайшей Далай-Богатыря и Тургеня, заявившие, что тайши обещают прекратить набеги на русские городки, а также вернуть захваченных ими в плен служилых людей. В 1615 году ойратские тайши Далай, Хо-Урлюк, Тургень, Бутак и Малдышеря принесли шерть на подданство русскому царю.
В 1616 году тобольский воевода князь Иван Семёнович Куракин отправил посольство Томилы Петрова и Ивана Куницына в калмыцкие улусы. Послы встретили радушный прием в улусах, вели переговоры с Далаем-Богатырем и другими тайшами. Летом 1617 года тобольский атаман Иван Савельев провёл успешные переговоры с тайшой Далай-Батыром об отправке калмыцкого посольства в Москву.
В марте 1618 года калмыцкие послы Буга и Коомдан были приняты в Посольском приказе в Москве, затем побывали на приёме у нового царя Михаила Фёдоровича. 14 апреля 1618 года на имя Далай-Батыра была выдана жалованная грамота о приёме ойратов в русское подданство. Калмыцким тайшам была обещана защита от врагов и царское жалованье.
В 1620 году в Уфе калмыцкие послы от тайшей Далая, Чокура, Хо-Урлюка и Байбагаса принесли новую присягу (шерть) на верность московскому царю.
В конце 1620-х годов началась междоусобица в ойратских кочевьях. Тайши дербетов Далай-Батыр в союзе и торгутским тайшой Хо-Урлюком выступили против чоросских тайшей Чокура и Менген-Теменя. В 1630 году Далай-Батыр и хошутский тайши Куйша с 10-тысячным войском напали на улусы Чокура, Мерген-Теменя и Хандера, которые потерпели поражение.
В 1633 году ойратские тайши Далай-Батыр, Хо-Урлюк, Куйша и Эрдэни-Батур заключили между собой оборонительный союз, согласно которому каждый из главных правителей принял на себя обязанность защищать все калмыцкие улусы от нападений соседей.
В 1635 году между тайшами Далаем и Хо-Урлюком произошла ссора, которая привела к войне между дербетами и торгутами. Далай-Батыр стремился подчинить Хо-Урлюка своей власти, заставить его кочевать совместно, запретить Урлюку вести самостоятельные сношения с русскими, ногайцами и т. д. Весной 1635 года отряды Далай-Батыра дважды совершали нападения на кочевья Хо-Урлюка, причинив его улусам серьезный урон. Торгутский тайши Хо-Урлюк вынужден был продолжить переселение дальше на запад, к рекам Эмбе, Яику и Волге.
В 1637 году Далай-Батыр скончался, оставив после себя около тринадцати сыновей. Некоторые из его сыновей со своими улусами переселились в Поволжье. В 1663 году на Волгу прибыли хошуты и дербеты под предводительством тайшей Кундулена-Убуши и Даяна-Омбо (сына Далая-Батыра), которые признали власть калмыцкого (торгутского) тайши Мончака и верховную власть русского государства.